# 新峰水库
新峰水库是中国湖北省随州市境内的一座水库，位于唐白河上游栗河上，建于1978年。水库正常库容为1337万立方米，集雨面积为32平方千米，海拔为249米。